# Margaretha van Baden (1404-1442)
Margaretha van Baden (25 januari 1404 – 7 november 1442), Duits: Margaretha von Baden, was een Duitse markgravin uit het Huis Zähringen en door huwelijk gravin van Nassau-Wiesbaden-Idstein, een deel van het graafschap Nassau. Na het overlijden van haar echtgenoot was ze enige tijd regentes voor haar oudste zoon. Haar tweede zoon werd in 1461 aartsbisschop en keurvorst van Mainz.

## Biografie
Margaretha was de vierde dochter van markgraaf Bernhard I van Baden en diens tweede echtgenote Anna van Oettingen, dochter van graaf Lodewijk IX van Oettingen en diens eerste echtgenote Beatrix von Helfenstein. Margaretha's overgrootmoeder Mechtild van Nassau was een dochter van rooms-koning Adolf van Nassau, de betovergrootvader van Margaretha's echtgenoot.
Margaretha huwde in maart 1418 met graaf Adolf II van Nassau-Wiesbaden-Idstein (1386 – 26 juli 1426). Het huwelijkscontract werd gesloten te Worms op 17 maart 1412. Uit het huwelijk werden de volgende kinderen geboren:
1. Johan (1419 – 9 mei 1480), volgde zijn vader op.
2. Anna (1421 – 1465), huwde in 1438 met heer Everhard III van Eppstein († tussen 17 november en 24 december 1466).
3. ? Margaretha († 8 juli ....), was non in Klooster Klarenthal bij Wiesbaden en van 1439–1451 abdis van het Sint-Ursulaklooster te Neurenberg.[noot 1]
4. Adolf II (ca. 1423 – Eltville, 6 september 1475), was sinds 1461 aartsbisschop en keurvorst van Mainz.
5. Walram (vermeld in 1426 – jong overleden).
6. Agnes († 13 juni 1485), huwde vóór 6 maart 1451 met Koenraad VII van Bickenbach († 10 januari 1483). Koenraad was hofmeester van zijn zwager Adolf II van Nassau, aartsbisschop en keurvorst van Mainz.

Adolf was in 1393 zijn vader opgevolgd als graaf van Nassau-Wiesbaden-Idstein. Hij overleed in 1426 toen de kinderen nog minderjarig waren. Margaretha voerde de voogdij over de kinderen. Ze was tevens regentes van het graafschap tot 1433. In 1429 bevestigde Margaretha in een oorkonde het bondgenootschap met graaf Johan IV van Katzenelnbogen en diens zoon Filips.

## Grafmonument

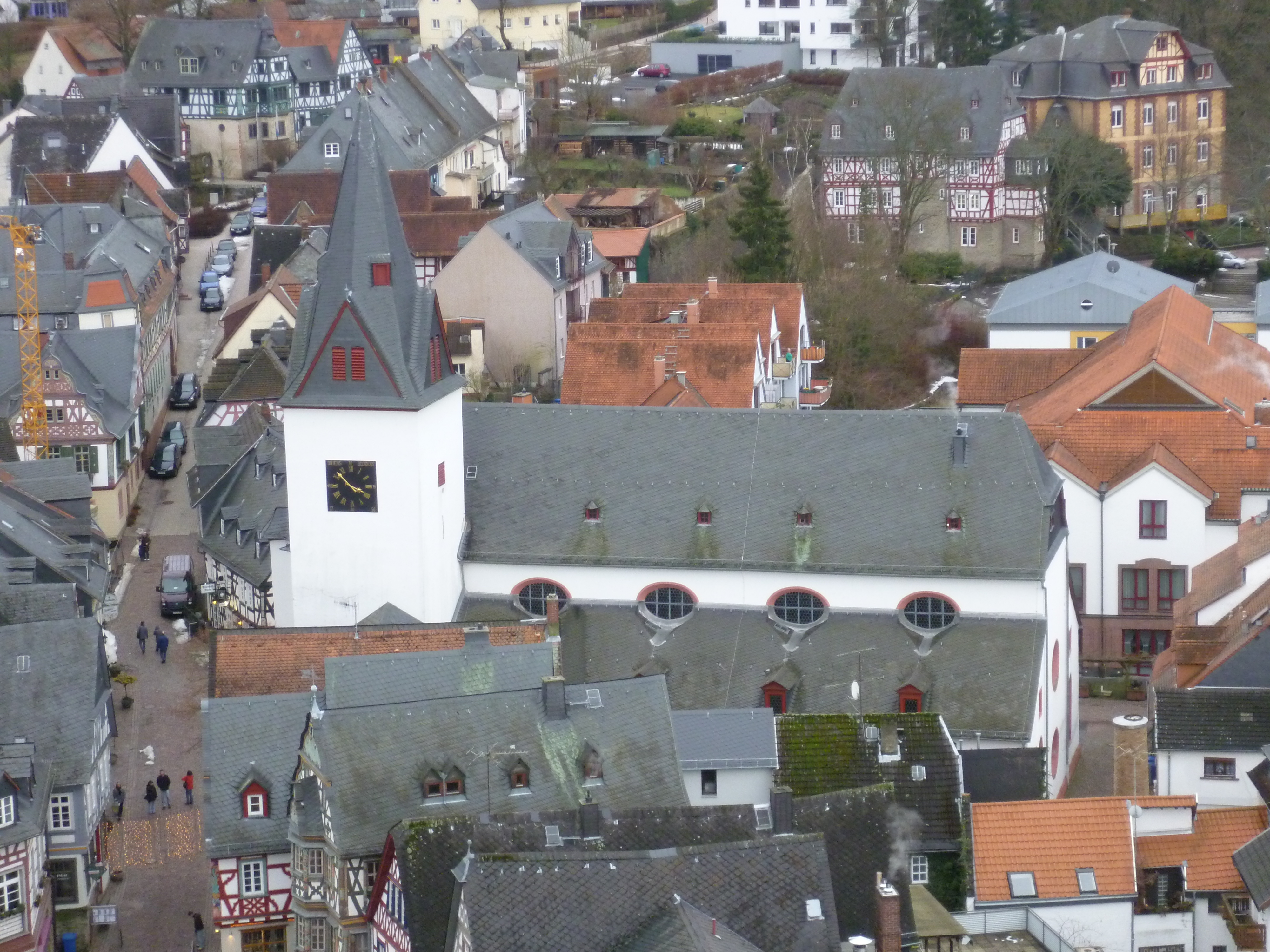
De Uniekerk te Idstein

Margaretha overleed op 7 november 1442 en werd bij haar echtgenoot begraven in de Uniekerk te Idstein. Het grafmonument voor Adolf en Margaretha is het oudst bewaard gebleven grafmonument van leden van de Walramse Linie van het Huis Nassau en is waarschijnlijk kort na de dood van Adolf gemaakt door een anonieme meester uit Mainz. Het monument toont het meer dan levensgrote, naast elkaar op een dubbellijvige leeuw staande echtpaar in hoogreliëf. Links Adolf in een uit wambuis, maliënkolder, tuniek, beenbeschermers, zwaard, dolk en open helm bestaand harnas met het wapen van Nassau op de nekrand, rechts naast hem Margaretha in lang gewaad, mantel en sluier, de rozenkrans in haar handen. Boven beide figuren is hun volledige wapen aangebracht.
Over de oorspronkelijke opstelling van het grafmonument zijn geen verdere details bekend, maar de afschuining van beide randen en de plaatsing van de inscriptie bij Adolf naar buiten, bij Margaretha naar binnen wijzend, zijn aanwijzingen dat de grafplaat waarschijnlijk met het hoofdeinde en de lengte van de zijde van Margaretha tegen een wand stond. De leesbaarheid van de teksten vanuit een hoek boven de figuren werd verzekerd door de plaatsing op de verschillend afgeschuinde randlijsten. Adolfs grafschrift is aan de linkerzijde, naar buiten hellende rand van boven naar beneden uitgehouwen en door de smalle opstelling van het monument vandaag de dag moeilijk te ontcijferen; aan de rechterzijde van de grafplaat, met naar het blikveld hellende rand staat Margaretha's grafschrift, beginnend bij het bovenste helmteken. De inscriptie in minuskel van Margaretha toont wegens de plaatsing tegen een wand in aanvulling een kwalitatief veel slechtere uitvoering. Woordscheiders zijn kleine vierhoeken. De inscriptie voor Adolf luidt: “Anno · d(omi)ni · m · cccc · xxvi · ip(s)o · die · s(an)c(t)e · anne o(biit) · nobilis · d(omi)n(u)s · d(omi)n(u)s · adolffvs · comes · i(n) · nassaw · cui(us) · a(n)i(m)a · r(e)q(ui)escat · i(n) · pace” en de inscriptie voor Margaretha luidt: “Anno · / d(omi)ni · m · cccc · <x[lii]° · die s(an)c(t)i willibrordi · ep(iscop)i> · o(biit) · nobil(is) · d(omi)na · margareta · de baden · Comitissa · i(n) · nass(aw) · c(uius) · a(n)i(m)a · r(e)q(uie)scat · i(n) · pace”. Als sokkel van de tombe kunnen (twee ?) zittende leeuwen gediend hebben, waarvan er een, met het wapen van Margaretha, voor de grafplaat geplaatst was. 

De grafplaat wordt reeds sinds de 17e eeuw in het ridderkoor van de kerk rechtop tegen de oostelijke muur aangetroffen. Mogelijk al tijdens de uitbreiding van de kerk in 1667-1677 en de gelijktijdige barokisering, maar waarschijnlijk rond 1726 bij de verbouwing van het oorspronkelijk gewelfde, hogere koor, sloeg men de in de tekening van Heinrich Dors uit 1632 nog overgeleverde de bovenste helmdecoratie met helmdeksels van het monument af. De grafplaat van gele zandsteen kreeg een uniforme laag grijze verf.

## Voorouders
| Voorouders van Margaretha van Baden | Voorouders van Margaretha van Baden                                        | Voorouders van Margaretha van Baden                                            | Voorouders van Margaretha van Baden                                                     | Voorouders van Margaretha van Baden                                                     | Voorouders van Margaretha van Baden                                              | Voorouders van Margaretha van Baden                                              | Voorouders van Margaretha van Baden                                        | Voorouders van Margaretha van Baden                                        |
| ----------------------------------- | -------------------------------------------------------------------------- | ------------------------------------------------------------------------------ | --------------------------------------------------------------------------------------- | --------------------------------------------------------------------------------------- | -------------------------------------------------------------------------------- | -------------------------------------------------------------------------------- | -------------------------------------------------------------------------- | -------------------------------------------------------------------------- |
| Betovergrootouders                  | Rudolf IV van Baden (?–1348) ⚭ 1325/26 Maria van Oettingen (?–1369)        | Rudolf Hesso van Baden (?–1335) ⚭ vóór 1326 Johanna van Bourgondië (?–1347/49) | Hendrik II van Sponheim-Starkenburg (?–1322) ⚭ vóór 1314 Lauretta van Salm (?–1345/46)  | Rudolf I van de Palts (1274–1319) ⚭ 1294 Mechtild van Nassau (vóór 1280–1323)           | Frederik II van Oettingen (?–1357) ⚭ vóór 1317 Adelheid van Werde (?–na 1358)    | Hendrik V van Schaunberg (?–?) ⚭ Anna van Truhendigen (?–?)                      | ? (?–?) ⚭ ? (?–?)                                                          | ? (?–?) ⚭ ? (?–?)                                                          |
| Overgrootouders                     | Frederik III van Baden (ca. 1327–1353) ⚭ Margaretha van Baden (?–na 1366)  | Frederik III van Baden (ca. 1327–1353) ⚭ Margaretha van Baden (?–na 1366)      | Johan III van Sponheim-Starkenburg (?–1398) ⚭ 1330/31 Mechtild van de Palts (1312–1375) | Johan III van Sponheim-Starkenburg (?–1398) ⚭ 1330/31 Mechtild van de Palts (1312–1375) | Lodewijk X van Oettingen (?–1370) ⚭ vóór 1351 Imagina van Schaunberg (?–1377/78) | Lodewijk X van Oettingen (?–1370) ⚭ vóór 1351 Imagina van Schaunberg (?–1377/78) | ? (?–?) ⚭ ? (?–?)                                                          | ? (?–?) ⚭ ? (?–?)                                                          |
| Grootouders                         | Rudolf VI van Baden (?–1372) ⚭ Mechtild van Sponheim (?–1407/10)           | Rudolf VI van Baden (?–1372) ⚭ Mechtild van Sponheim (?–1407/10)               | Rudolf VI van Baden (?–1372) ⚭ Mechtild van Sponheim (?–1407/10)                        | Rudolf VI van Baden (?–1372) ⚭ Mechtild van Sponheim (?–1407/10)                        | Lodewijk XI van Oettingen (?–1440) ⚭ Beatrix van Helfenstein (?–1385)            | Lodewijk XI van Oettingen (?–1440) ⚭ Beatrix van Helfenstein (?–1385)            | Lodewijk XI van Oettingen (?–1440) ⚭ Beatrix van Helfenstein (?–1385)      | Lodewijk XI van Oettingen (?–1440) ⚭ Beatrix van Helfenstein (?–1385)      |
| Ouders                              | Bernhard I van Baden (1364–1431) ⚭ 1398 Anna van Oettingen (ca. 1380–1442) | Bernhard I van Baden (1364–1431) ⚭ 1398 Anna van Oettingen (ca. 1380–1442)     | Bernhard I van Baden (1364–1431) ⚭ 1398 Anna van Oettingen (ca. 1380–1442)              | Bernhard I van Baden (1364–1431) ⚭ 1398 Anna van Oettingen (ca. 1380–1442)              | Bernhard I van Baden (1364–1431) ⚭ 1398 Anna van Oettingen (ca. 1380–1442)       | Bernhard I van Baden (1364–1431) ⚭ 1398 Anna van Oettingen (ca. 1380–1442)       | Bernhard I van Baden (1364–1431) ⚭ 1398 Anna van Oettingen (ca. 1380–1442) | Bernhard I van Baden (1364–1431) ⚭ 1398 Anna van Oettingen (ca. 1380–1442) |